# التهاب مخاط بینی آلرژیک
رینیت آلرژیک (به انگلیسی: Allergic rhinitis) التهاب مخاط بینی است که در اثر واکنش ازدیاد حساسیتی ایجاد می‌شود. هنگامیکه فرد دارای سیستم ایمنی حساس شده آلرژنی مانند هیره، فستوک، گرده گل یا گرد و غبار را تنفس می‌کند واکنش ازدیاد حساسیتی آغاز می‌شود. این واکنش در بینی به صورت آبریزش بروز پیدا می‌کند.

## بیماری
ترکیب پادتن با آلرژن موجب آزاد شدن میانجی‌های شیمیایی مانند هیستامین و لکوترینها می‌شود. این میانجی‌ها با افزایش نفوذپذیری مویرگ‌های اطراف و سایر واکنش‌های شیمیایی موجب احتقان بینی و قرمزی، آبریزش بینی، خارش، تورم گلو وسایر علائم حساسیت می‌شوند. علائم از فردی به فرد دیگری متفاوت است. رینیت آلرژیک عارضه بسیار شایعی است و نزدیک به ۱۰٪ مردم از این مشکل رنج می‌برند.
گاه علائم به دنبال استنشاق پاک کننده‌های کلردار نیز به وجود می‌آیند. رینیت آلرژیک در اثر مصرف شیر گاو در نوزادان نیز دیده شده‌است. حمله آسم در بیماران مبتلا به این بیماری ۴ برابر بیشتر است. در مراحل پیشرفته بیماری ممکن است پولیپ بینی ایجاد شود. رینیت آلرژیک در نوزادان و شیرخواران نیز دیده می‌شود. افتراق آن با سرماخوردگی ساده در درازای مدت بیماری (سرماخوردگی کمتر از یک هفته طول می‌کشد)، عامل بیماریزا، مسری نبودن و عود آن است. (تشخیص بر اساس شرح حال است).

## انواع رینیت آلرژیک
- نوع حاد و فصلی: حساسیت فصلی یا تب یونجه که بیشتر در فصل بهار و اواخر تابستان به دنبال برخورد با دانه‌های گرده درختان، علف‌ها و گل‌ها علایم بیمای ایجاد می‌شود که چند هفته به درازا می‌کشد و سپس از بین می‌رود و سال بعد دوباره عود می‌کند.
- انواع مزمن و همیشگی: در این نوع که رینیت آلرژیک غیر فصلی نیز نامیده می‌شود معمولاً شدّت علایم از نوع فصلی کمتر است. به دلیل اینکه عوامل حساسیت زا تقریباً همیشه در محیط زندگی بیمار وجود دارند بیماری در درازای سال مرتّباً تکرار می‌شود ویا ممکن است علایم همیشه همراه بیمار باشد. این نوع می‌تواند ناشی از قارچ‌ها، گرد و غبار خانه، دود سیگار، خاکه گچ، روزنامه، مواد شوینده، پشم، پَر، انواع خوراک همچون ماهی، توت فرنگی، تخم مرغ، خربزه و غیره و فضولات حیوانات خانگی باشد.
- رینیت ناشی از دارو : برخی از دارو میتوانند باعث رینیت شوند ولی معمولا پس از قطع مصرف این داروها ، التهاب بینی ناشی از آنها بر طرف میشود. مهمترین داروهای که میتوانند باعث این بیماری شوند شامل داروهای ضد فشار خون ، قرص ضدبارداری ، قطره های ضد احتقان در بینی است.

## درمان
با آزمایش پوستی اغلب می‌توان آلرژن عامل ازدیاد حساسیت را یافت. درمان علامتی با آنتی هیستامینها (مانند دیفن هیدرامین و پرومتازین)، مقلدهای سمپاتیک (مانند سودو افدرین و فنیل آفرین)، کرومولین سدیم، تئوفیلین و گاه استروئیدها (به خصوص افشانه بینی) است. توصیه به اجتناب از آلرژن‌ها (حتی گاه فیلتر هوا) ضروری است.
گاه با ایمونوتراپی و حساسیت زدایی بیماران درمان می‌شوند.